# Gallura
Gallura es una región geográfica y cultural al norte de Cerdeña, Italia. En la Edad Media, se formó como una de las cuatro giudicati (regiones históricas de Cerdeña) de la isla.
Las principales ciudades y pueblos son Olbia, Tempio Pausania, La Maddalena, Arzachena y Calangianus. Es parte de la provincia de Sassari.
La gente local habla el "gallurés". Un diasistema del sardo, estrechamente conectado con el corso.
Hay un aeropuerto en la región de Olbia. Inclusive las industrias de corcho, granito y alimentos se encuentran en Obia y Tempio. Hay mucho turismo en la zona de Costa Esmeralda y en La Maddalena.

## Historia
Aún no se ha comprobado la presencia del hombre en Gallura en el Paleolítico. El hombre llegó a Cerdeña hace unos 700.000 años, atravesando el bloque sardo-corso, después de haber cruzado el estrecho del mar que se reúne en el archipiélago Toscano. Por ese motivo, es muy probable su presencia en Gallura durante el Paleolítico. La existencia más antigua del hombre en Gallura se remonta al Neolítico. Para Aglientu en Lu Littaroni y Cala Corsara en la isla de Spargi se encontró una gran cantidad de cerámica y obsidiana del Monte Arci. Esto demuestra, una vez más, el paso obligado por Gallura del "oro negro" en tiempos antiguos. Las rutas desde y hacia Cerdeña eran muy conocidas y sus recursos atraían una afluencia masiva de personas. La actual región de Gallura estaba poblada por corsos, antes de la expansión del Imperio romano. Durante la etapa nurágica, Gallura fue la cabeza de puente para la difusión de la cultura nurágica en el sur de Córcega, en particular, y se vio a la difusión y el típico tipo de un "corredor" (en relación a los tipos de Córcega torreane cerca)) y el Corredor mixto tholos), a menudo vinculados a la integración de las estructuras arquitectónicas y las rocas circundantes.

### Período Romano
Después de la conquista de Cerdeña por los romanos (238 a. C.) la ciudad púnica Olbia asume una gran importancia como la más cercana a la península, conectado a Calares y Turris Lybissonis.

## Otras referencias
- La versión inicial de este artículo fue creada a partir de la traducción parcial del artículo Gallura de la Wikipedia en inglés, bajo licencia GFDL.
- La versión inicial de este artículo fue creada a partir de la traducción parcial del artículo Gallura de la Wikipedia en italiano, bajo licencia GFDL.

- Datos: Q962651
- Multimedia: Gallura / Q962651